# 庫季斯卡
49°44′5″N 26°2′23″E / 49.73472°N 26.03972°E

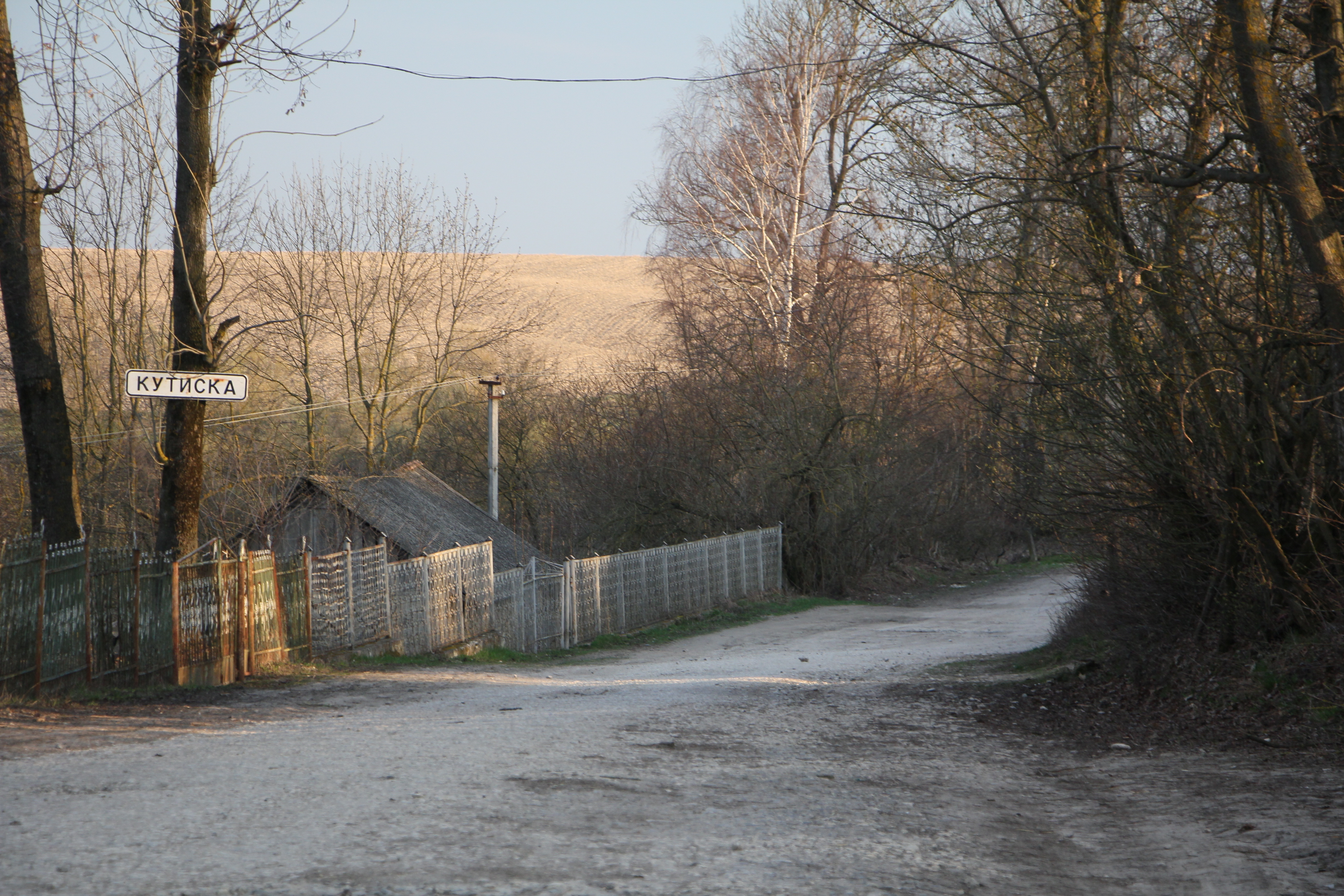

庫季斯卡（烏克蘭語：Кутиска），是烏克蘭的村落，位於該國西部捷爾諾波爾州，由克列梅涅茨區負責管轄，面積1.15平方公里，2001年人口179，人口密度每平方公里155.7人。